# Csepel-Belváros
Csepel-Belváros Budapest egyik városrésze a XXI. kerületben,  a Csepel-szigeten.

## Fekvése
Határai az Ady Endre út a II. Rákóczi Ferenc úttól,  Táncsics Mihály utca, Szent István út és a II. Rákóczi Ferenc út az Ady Endre útig.

## Története

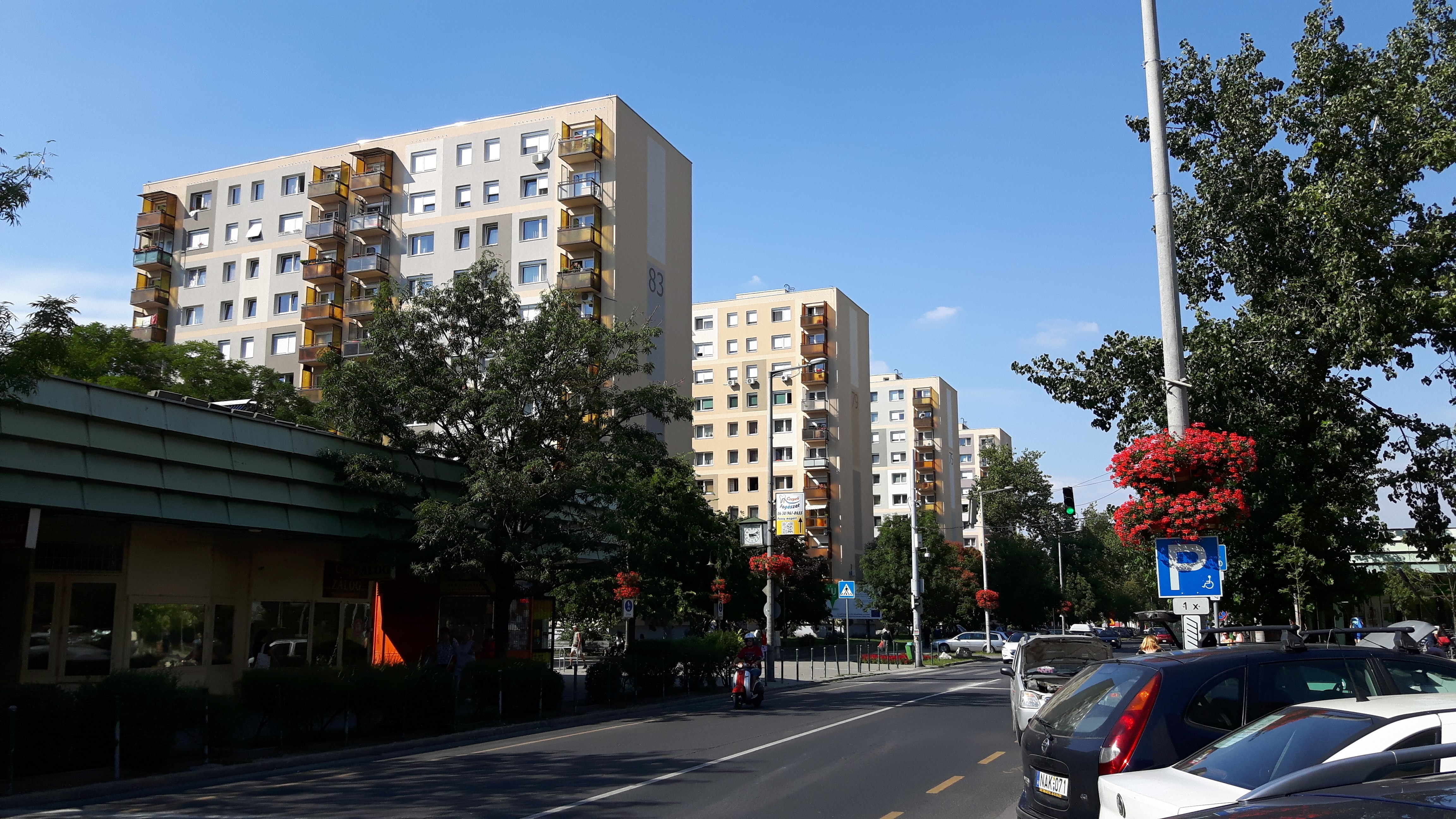
Felújított panelházak a Kossuth Lajos utca mentén

Nagyjából a városrész helyén épült újjá az 1838-as árvíz után az 1949. december 31-ig önálló Csepel település, amely azóta a kerület magját képezi.
A lakótelep több ütemben, 1965-1967, 1967-1973 és 1978-1982 között épült.